# Wake Up Call (Maroon 5)
Wake Up Call è un singolo del gruppo musicale statunitense Maroon 5, pubblicato il 7 agosto 2007 come secondo estratto dal secondo album in studio It Won't Be Soon Before Long. Della canzone, esiste anche un remix ad opera di Mark Ronson con la partecipazione di Mary J. Blige.

## Video musicale
Il videoclip, diretto da Jonas Åkerlund, è girato come se fosse il trailer di un film d'azione, fatto di inseguimenti e sparatorie, in cui il frontman Adam Levine sorprende la fidanzata (interpretata dalla modella Kim Smith) con un altro uomo (interpretato da Jeremy Sisto), e dopo un lite, lo uccide sparandogli. Il resto del videoclip è incentrato sull'occultamento del cadavere e sulla fuga dei due amanti. Ma Adam viene catturato e condannato alla sedia elettrica.

## Tracce
CD Promo
1. Wake Up Call (Album Version) – 3:21

UK 2-track CD single
1. Wake Up Call (Album Version) – 3:21
2. Story (Non-LP Version) – 4:30

Australia 2-track CD single
1. Wake Up Call (Album Version) – 3:21
2. Losing My Mind (Non-LP Version) – 3:21

CD Single [Enhanced]
1. Wake Up Call (Album Version) – 3:21
2. Losing My Mind (Non-LP Version) – 3:21
3. Makes Me Wonder (Harry Choo Choo Romero's Bambossa Mix) – 6:06
4. Wake Up Call (Multimedia Track)

## Formazione

### Maroon 5
- Adam Levine - voce, chitarra
- James Valentine - chitarra, voce secondaria
- Jesse Carmichael - tastiera, voce secondaria
- Michael Madden - basso
- Matt Flynn - batteria

## Classifiche
| Classifica (2007)                | Posizione |
| -------------------------------- | --------- |
| ARC Weekly Top 40                | 7         |
| Australian ARIA Singles Chart    | 19        |
| Austria Singles Chart            | 17        |
| Brazil Singles Chart             | 40        |
| Canadian Hot 100                 | 6         |
| Colombia Singles Chart           | 21        |
| Croatia Singles Chart            | 13        |
| Germany Singles Chart            | 41        |
| Ireland Singles Chart            | 35        |
| Italy Airplay Chart              | 4         |
| Italy                            | 8         |
| Italy Top Digital Download Chart | 8         |
| Lithuania Singles Chart          | 10        |

| Classifica (2007)               | Posizione |
| ------------------------------- | --------- |
| Mexico Singles Chart            | 24        |
| New Zealand RIANZ Singles Chart | 32        |
| Dutch Top 40                    | 20        |
| Mega Top 50                     | 9         |
| Polish Singles Chart            | 7         |
| Romania Singles Chart           | 12        |
| Slovakia IFPI Chart             | 15        |
| South Africa 5FM Chart          | 3         |
| Switzerland Singles Chart       | 12        |
| Turkish Singles Chart           | 9         |
| UK Singles Chart                | 33        |
| U.S. Billboard Hot 100          | 19        |
| U.S. Billboard Pop 100          | 13        |
| U.S. Billboard Adult Top 40     | 3         |
| Venezuela Singles Chart         | 9         |